# Joseph Finger

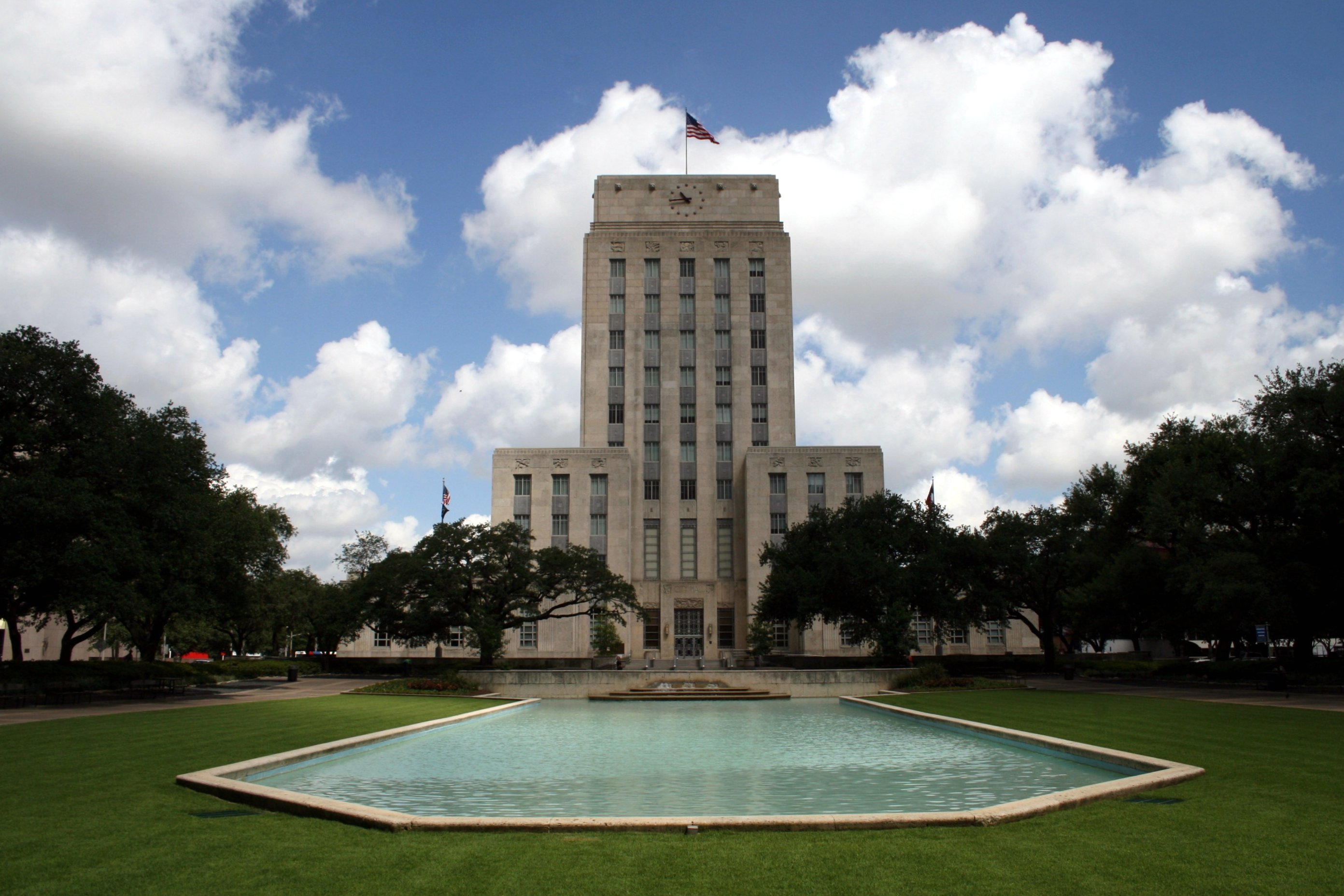
Ratusz miasta Houston

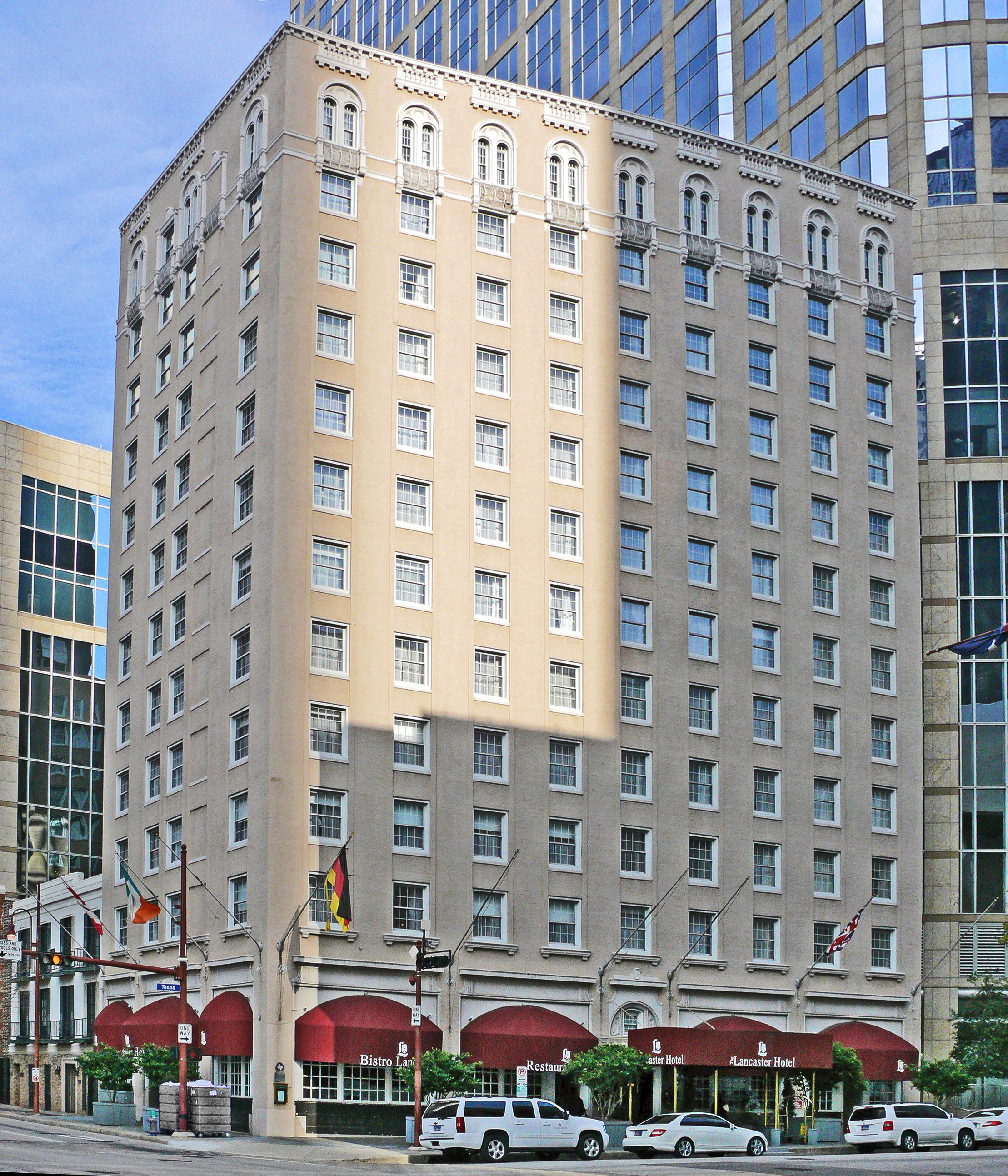
Hotel Auditorium

Joseph Finger (ur. 7 marca 1887 w Bielsku, zm. 6 lutego 1953 w Houston) – amerykański architekt austro-żydowskiego pochodzenia, związany przede wszystkim z miastem Houston w Teksasie.

## Życie i kariera
Urodził się w Bielsku na Śląsku Austriackim (obecnie Bielsko-Biała) jako syn Hermana (Henriego) Fingera (1862–1941) i Hannah (Hani) z domu Seifter (Steifter?) (1870–1947). Po ukończeniu szkoły realnej w rodzinnym mieście wyemigrował w 1905 do Stanów Zjednoczonych.
Osiedlił się najpierw w Nowym Orleanie, a po trzech latach przeniósł się do Houston. Znalazł zatrudnienie w firmie architektonicznej C. D. Hill z siedzibą w Dallas, gdzie pracował przez pięć lat. W 1912 lub 1913 został młodszym partnerem biura Green & Finger (z Lewisem Sterlingiem Greenem), które zaprojektowało m.in. hotel De George na rogu Preston i Labranch Street w Houston. Drugim jego partnerem był James Ruskin Bailey (1914–1919), a trzecim Lamar Q. Cato (1920–1923). Od roku 1923 pracował niezależnie.
Pod koniec lat 20.  prowadził prężną firmę specjalizującą się w projektowaniu hoteli, realizując hotel Auditorium (istnieje pod nazwą Lancaster Hotel), Ben Milam (zburzony w 2012), Plaza (obecnie siedziba banku) i Texas State (istnieje pod nazwą Club Quarters Hotel) w Houston oraz trzy inne poza miastem. Obiekty te oferowały zamożnym gościom nowoczesne udogodnienia, takie jak klimatyzacja i bieżąca woda.
Podczas gdy luksusowe hotele odznaczały się zachowawczym stylem, inne projekty Fingera odzwierciedlały nurt art déco. W 1925 zaprojektował synagogę kongregacji Beth Israel, której sam był członkiem, później przebudowaną na obiekt teatralny. Budynek Houston Turnverein Clubhouse z roku 1929 wykorzystuje elementy dekoracyjne silnie inspirowane architekturą austriacką. W duchu art déco zaprojektował ponad dwadzieścia obiektów handlowych dla sieci spożywczej Weingarten's.
Dziełem Fingera jest też szereg domów jednorodzinnych, zwłaszcza w dzielnicy Riverside Terrace. Na zlecenie Jessego Holmana Jonesa, houstońskiego przedsiębiorcy i polityka demokratycznego, zaprojektował we współpracy z Alfredem Charlesem Finnem siedzibę Houstońskiej Izby Handlu (Houston Chamber of Commerce). Obaj architekci współtworzyli też projekt szpitala Jefferson Davis, na miejscu którego powstała później siedziba oddziału Banku Rezerwy Federalnej.
W 1939 powstał najbardziej znany projekt Fingera – ratusz miasta Houston w stylu nazywanym „okrojonym klasycyzmem” (stripped classicism). Od 1944 do śmierci współpracował z George’em W. Rustayem.
Jego żoną była urodzona w Houston Gertrude Levy (1891–1985), ślub wzięli 18 czerwca 1913. Mieli jednego syna Josepha Seiftera Fingera (1918–2003), który również został architektem.
Zmarł w lutym 1953 krótko przed swoimi sześćdziesiątymi szóstymi urodzinami. Został pochowany na cmentarzu żydowskiej kongregacji Beth Israel w Houston.

## Dzieła
| Nazwa                               | Miasto       | Adres                               | Rok budowy | Status                                                         |
| ----------------------------------- | ------------ | ----------------------------------- | ---------- | -------------------------------------------------------------- |
| Hotel Panama                        | Galveston    | 202 Rosenberg Street                | 1912       |                                                                |
| American National Insurance Company | Galveston    |                                     | 1913       | wyburzono                                                      |
| Model Laundry Building              | Galveston    | 513 25th Street                     | 1913       |                                                                |
| Hotel De George                     | Houston      | 1418 Preston Street                 | 1913       |                                                                |
| Concordia Club                      | Houston      |                                     | 1915       | wyburzono                                                      |
| Sterne Building                     | Houston      | 300 Main Street                     | 1916       |                                                                |
| Cheek-Neal Coffee Company           | Houston      | 2017 Preston Street                 | 1917       |                                                                |
| Keystone Building                   | Houston      | 1120 Texas Avenue                   | 1922       |                                                                |
| Hotel Tennison                      | Houston      | 110 Bagby Street                    | 1922       |                                                                |
| Ricou-Brewster Building             | Shreveport   | 421 Milam Street                    | 1924       | wyburzono                                                      |
| Synagoga Beth Israel                | Houston      | 3517 Austin Street                  | 1924       | obecnie Heinen Theatre                                         |
| Texas Packing Company               | Houston      |                                     | 1924       |                                                                |
| Hotel William Penn                  | Houston      | 1423 Texas Avenue                   | 1925       | wyburzono 2006                                                 |
| Bank Citizens State                 | Houston      | 3620 Washington Avenue              | 1925       | obecnie Rockefeller Hall                                       |
| Hotel Auditorium                    | Houston      | 701 Texas Avenue                    | 1926       | obecnie Lancaster Hotel                                        |
| Dom Wade'a Irvina                   | La Porte     | 431 Bayridge Road                   | 1927       |                                                                |
| Hotel Vaughn                        | Port Arthur  | 600 Proctor Street                  | 1929       |                                                                |
| Hotel Charleston                    | Lake Charles | 900 South Ryan Street               | 1929       |                                                                |
| Dom własny                          | Houston      | 2221 Rosedale Avenue                | 1929       |                                                                |
| A. C. Burton Company Auto Showroom  | Houston      | 1400 Main Street                    | 1929       | wyburzono                                                      |
| Hotel Texas State                   | Houston      | 720 Fannin Street                   | 1929       | obecnie Club Quarters Hotel                                    |
| Houston Turn-Verein Clubhouse       | Houston      | 5202 Almeda Road                    | 1929       | wyburzono 1993                                                 |
| Dom Jamesa Westa                    | Houston      | 3303 East NASA Parkway              | 1929       |                                                                |
| Hotel Plaza                         | Houston      | 5020 Montrose Boulevard             | 1929       |                                                                |
| Hotel McCartney                     | Texarkana    | 100 Front Street                    | 1930       | opuszczony                                                     |
| Wolff Memorial Home                 | Houston      |                                     | 1930       | wyburzono                                                      |
| Dom Simona i Mamie Minchen          | Houston      | 1753 North Boulevard                | 1931       |                                                                |
| Dom Thomasa Monroe                  | Houston      | 1624 Kirby Drive                    | 1931       |                                                                |
| Davis House                         | Houston      | 2330 North Braeswood Boulevard      | 1933       |                                                                |
| Barker Brothers Studio              | Houston      | 4912 Main Street                    | 1931       |                                                                |
| Dom Henry'ego Tennisona             | Houston      | 427 Lovett Boulevard                | 1932       | obecnie należy do Alliance Française                           |
| Dom towarowy Byrd's                 | Houston      | 420 Main Street                     | 1934       |                                                                |
| Mauzoleum Beth Israel               | Houston      | 1207 West Dallas Street             | 1935       |                                                                |
| Sąd hrabstwa Montgomery             | Conroe       | 301 North Main Street               | 1935       |                                                                |
| Szpital Jefferson Davis (nowy)      | Houston      | 1801 Allen Parkway                  | 1936       | wyburzono 1999                                                 |
| Hotel Ben Milam                     | Houston      | 1521 Texas Avenue                   | 1936       | wyburzono 2012                                                 |
| Drukarnia Clarke and Courts         | Houston      | 1210 West Clay Street               | 1936       | obecnie Tribeca Lofts                                          |
| Dom Johna Platta                    | Houston      | 3311 Del Monte Drive                | 1936       |                                                                |
| Dom Josepha Weingarten              | Houston      | 4000 South MacGregor Way            | 1937       |                                                                |
| Tower Community Centre              | Houston      | 1003 Westheimer Road                | 1937       |                                                                |
| Dom Abe Weingartena                 | Houston      | 3612 Parkwood Drive                 | 1938       |                                                                |
| Dom Wesleya Westa                   | Houston      | Riverside Drive and Live Oak Street | 1938       | wyburzono 1963                                                 |
| Terminal lotniska w Houston         | Houston      | 8325 Travelair Street               | 1939       | funkcjonuje jako muzeum                                        |
| Ratusz miasta Houston               | Houston      | 901 Bagby Street                    | 1939       |                                                                |
| Parker Brothers and Company         | Houston      | 5305 Navigation Boulevard           | 1939       |                                                                |
| Dom Abe Battelsteina                | Houston      | 3615 Parkwood Drive                 | 1940       |                                                                |
| Mleczarnia Carnation Company        | Houston      | 701 Waugh Drive                     | 1946       | wyburzono                                                      |
| Synagoga Beth Yeshurun              | Houston      | 3501 Southmore Avenue               | 1949       | obecnie szkoła podstawowa Lucian L. Lockhart Elementary School |
| Battelstein Building                | Houston      | 812 Main Street                     | 1950       |                                                                |
| Sąd hrabstwa Harris                 | Houston      |                                     | 1953       |                                                                |
| Dom Sola Weingartena                | Houston      | 3222 Oakmont Drive                  | 1949       |                                                                |